# Etzelwang
Etzelwang là một đô thị ở huyện Amberg-Sulzbach bang Bayern nước Đức. Đô thị Etzelwang có diện tích 21,69 km², dân số thời điểm ngày 31 tháng 12 năm 2006 là 1480 người.
Tại đây có lâu đài Neidstein, một lâu đài từng thuộc Nicolas Cage.